# Kinoteatr Słońce w Poznaniu
Kinoteatr Słońce – jedno z największych i najnowocześniejszych kin w Polsce okresu międzywojennego, zlokalizowane w Poznaniu przy placu Wolności. Zniszczone w 1945.

## Historia
Obiekt powstał na działce kupca Stefana Kałamajskiego, w miejscu drugiego najstarszego poznańskiego kina – Pałacowego, którego wyburzanie rozpoczęto 3 maja 1927. Autorem projektu był Józef Schneider, a budowniczym poznańska firma Franciszka Budzyńskiego. Nowe kino otwarto 20 grudnia 1927 (budowa trwała sześć miesięcy) z dużym rozmachem, przypominającym kampanie amerykańskie. Miało 2500 m² powierzchni i 1600 miejsc dla widzów, czyli więcej niż wówczas poznański Teatr Wielki (1050). Miejsca zlokalizowano na sali parterowej, a także na balkonach i w lożach. Plan wnętrza zapewniał bardzo dobrą widoczność, niezależnie od miejsca przebywania widza. Pod ekranem znajdowała się scena oświetlana jupiterem z kabiny projekcyjnej, w której umieszczono dwa najnowocześniejsze w tamtych czasach aparaty projekcyjne. Sufit imitował niebo. W jednej z nisz umieszczono organy Wurlitzera (2000 tonów i efekty onomatopeiczne), a w drugiej pozostawiono miejsce na chór. Kino miało własną elektrownię, zapewniającą niezależność w dostawach prądu i stałe oświetlenie 3600 żarówek. Do czasu całkowitego udźwiękowienia filmów widzom przygrywała siedemnastoosobowa orkiestra pod dyrekcją Wincentego Kulczyńskiego. Obiekt wyposażony był w klimatyzację letnią oraz wentylacyjne ogrzewanie zimowe. Budowa kosztowała jeden milion ówczesnych złotych. 1.400.000 cegieł na budowę dostarczył Związek Poznańskich Cegielni. Zakłady Cegielskiego wykonały dziewięć nietypowych przęseł o długości 24,5 metra, co umożliwiło konstrukcję balkonu bez podpór pośrednich. 
Repertuar projekcji, budowany przez dyrektora Czesława Smoczyńskiego, był bardzo szeroki, tak aby zadowolić wszystkie grupy widzów. Organizowano także pokazy oświatowe dla dzieci i nocne seanse kina awangardowego. W ciągu pierwszego półrocza istnienia, kino odwiedziło około pół miliona widzów.
Dyrekcja stosowała niekonwencjonalne strategie reklamowe, m.in. wydawano własny biuletyn (1000 egzemplarzy) o charakterze pisma filmowego, czy zrzucano z samolotu ulotki reklamowe, czasem z darmowymi biletami na seanse. Otwarcie Słońca, a także drugiego nowoczesnego kina Metropolis, sprawiło, że liczba biletów kinowych sprzedawanych w mieście zwiększyła się dwukrotnie pomiędzy rokiem 1926 a 1928.
Kino było jedną z atrakcji turystycznych Poznania, zwłaszcza w czasie Powszechnej Wystawy Krajowej w 1929. Podczas okupacji hitlerowskiej zostało przemianowane na Deutsches Lichtspiele (skrótowo mówiono Deli) i służyło wyłącznie Niemcom. Uległo całkowitemu zniszczeniu podczas walk o Poznań w lutym 1945. Ocalały jedynie wysokiej jakości projektory firmy "Ernemann", uratowane z gruzów przez kinooperatorów Leona Lorycha i Mieczysława Staniewskiego. Przeniesiono je do kina "Apollo", gdzie służyły do 1971.
Do nazwy nawiązywało po wojnie kino Słońce, zlokalizowane na Winogradach na Osiedlu Przyjaźni, zlikwidowane na początku lat 90. XX wieku.

## Galeria

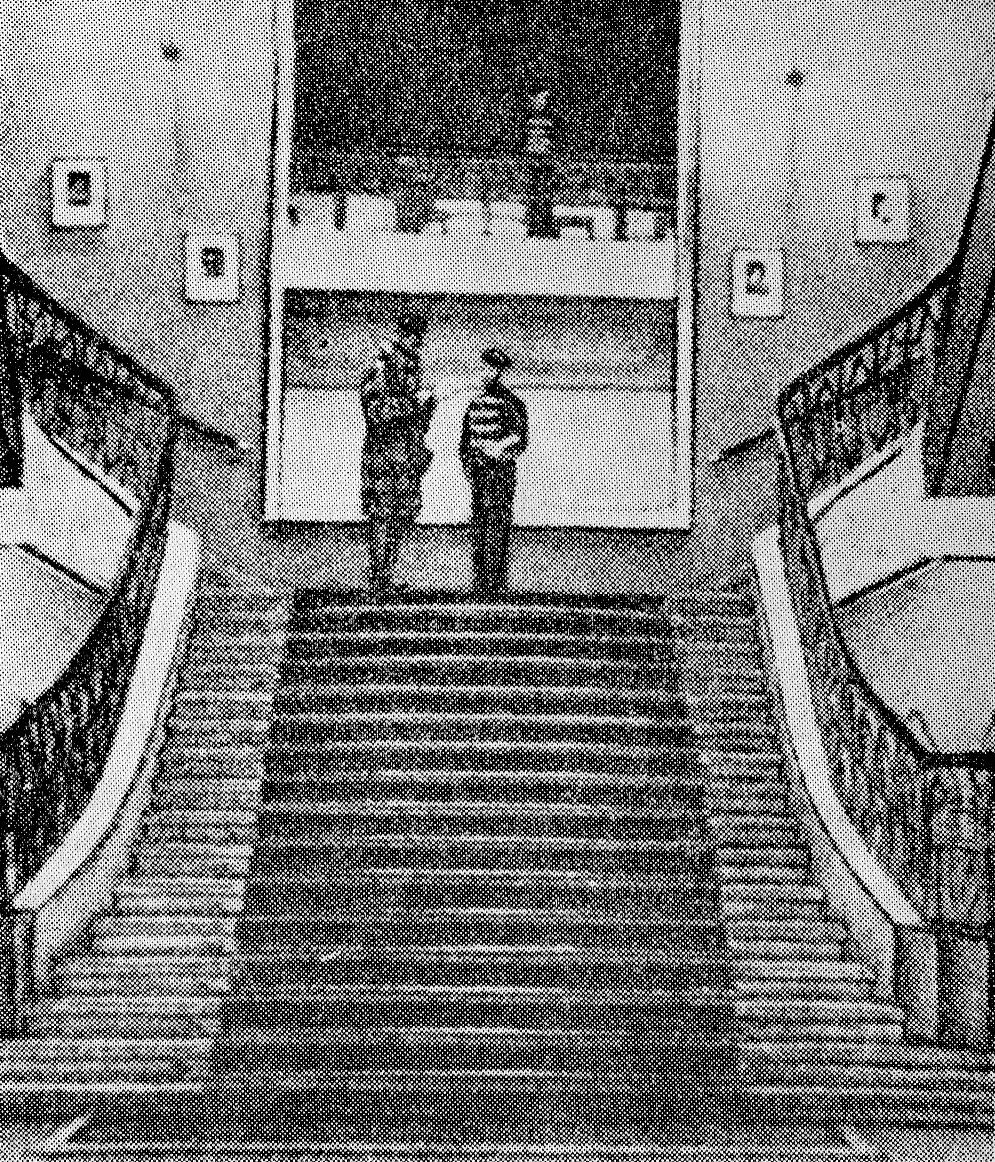
Hol
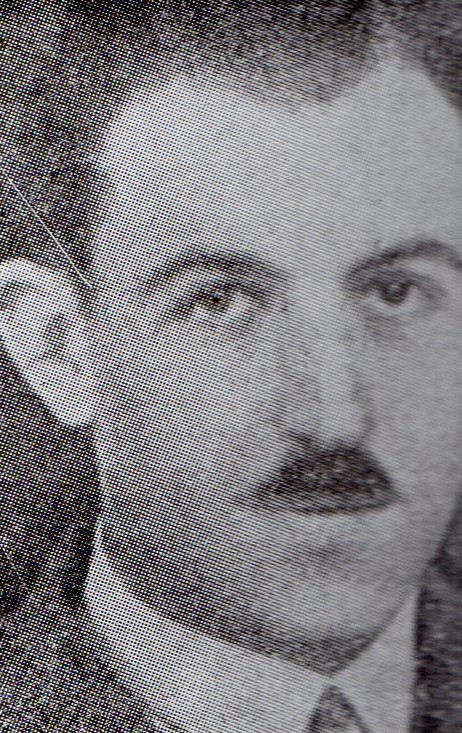
Czesław Smoczyński (dyrektor)
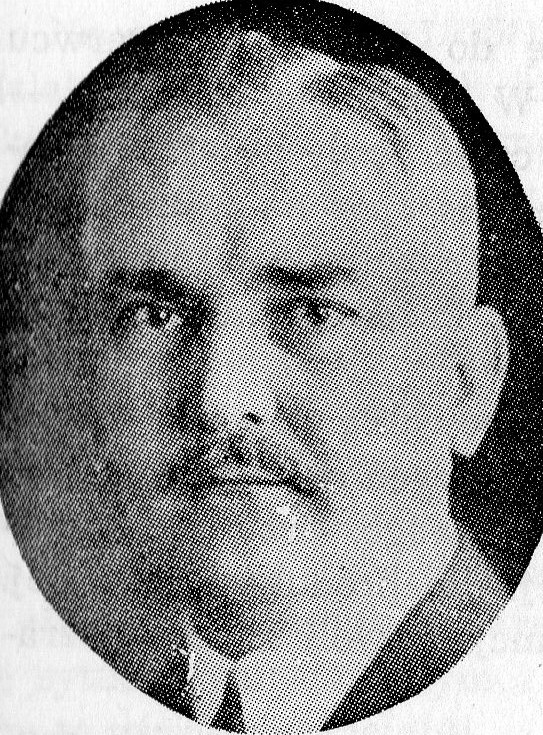
Stefan Kałamajski (właściciel)
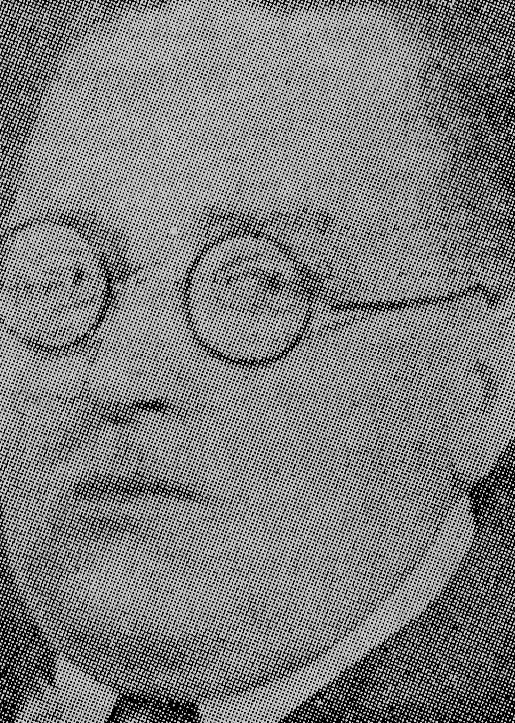
Józef Schneider (architekt)